# يوجينة أوروغوانية
يوجينة أوروغوانية (الاسم العلمي: Eugenia uruguayensis) هي نوع من النباتات تتبع جنس اليوجينة من فصيلة الآسية.